# Supreme Team
Supreme Team (hangeul: 슈프림팀) est un groupe de hip-hop sud-coréen, originaire de Séoul. Formé en 2009, il est composé de deux artistes, Simon D et E Sens. Ils font partie du clan Amoeba Culture, où l'on trouve également le groupe de hip-hop le plus connu en Corée du Sud, Dynamic Duo. Le groupe se sépare en 2013.

## Biographie
Simon D et E-Sens ont fait du hip-hop respectivement à Busan et à Daegu depuis leur jeunesse. E-Sens faisait des albums et des concerts avec Hiphop Train, un groupe underground de hip-hop originaire de Daegu, et en 2004 il a commencé à devenir populaire avec l'album Uncut and Pure, produit par Eclue. Simon D commence à devenir connu à travers le monde du hip-hop coréen grâce à sa performance sur l'album de Addsp2ch, et peu à peu, il est devenu un des prodiges du hip-hop. Tous les deux sont devenus membre de Jigga Fellaz et ont commencé à travailler ensemble.
Les deux ont commencé à travailler ensemble et en juin 2007, ils forment un groupe et chantent pour la première fois tous les deux dans un concert de hip-hop nommé B Show. Cet événement leur ont fait prendre conscience qu'ils formaient un bon groupe ensemble, et ils en ont alors immédiatement formé un. Ils débutent avec des concerts, des performances, puis ont participé aux albums d'autres artistes. Ils ont par la suite quitté le clan Jigga Fellaz pour rejoindre le clan Amoeba Culture.
Après leur association avec Amoeba Culture, ils gagnent le support et le soutien du célèbre groupe hip-hop Dynamic Duo. Ils apparaissent à la télé, à la radio et dans de nombreux concerts avec Dynamic Duo, et participent aux collaborations Beyond the Wall et Trust Me. Enfin, en juillet 2009, Supreme Team publie son premier EP. Leur titre, Supermagic est un succès remarqué. Cette chanson est utilisée dans plusieurs publicités, et beaucoup d'artistes l'ont reprise. Leur style rapide et plutôt léger a touché beaucoup de jeunes. Finalement, ils gagnent le prix de « groupe débutant le plus talentueux » aux MAMA à la fin de l'année 2009. En mars 2010, ils lancent leur premier album, Supreme Team Guide to Excellent Adventure.

## Discographie

### Albums studio
- 2009 : Supreme Team Guide to Excellent Adventure
- 2010 : Supremier

### Albums solo
E-Sens: 
- UNCUT and pure !! (avec Planet Black) (2004)
- Blanky Munn's Unknown Verses
- New Blood, Rapper Vol.1 (2008)

Simon D:
- Lonely Night
- I Just Wanna Rhyme Vol.1 (2008)

## Récompenses et nominations
- Mnet Asian Music Awards (MAMA): Meilleur nouveau groupe masculin (2009)
- Mnet 20's Choice Awards: 20 Stars les plus influentes (2010)
- Golden Disk Awards: Prix Hip-hop (2010)